# EFLカップ2019-2020
EFLカップ2019-2020は、2019年8月5日から2020年3月1日の期間に開催された通算60回目のEFLカップ。マンチェスター・シティFCが3大会連続7回目の優勝を達成した。

## 日程
| 試合     | 組み合わせ抽選会 | 開催日                | 開催日                | 備考                                                                                    |
| 試合     | 組み合わせ抽選会 | 第1戦                 | 第2戦                 | 備考                                                                                    |
| -------- | ---------------- | --------------------- | --------------------- | --------------------------------------------------------------------------------------- |
| 1回戦    | 2019年6月20日    | 2019年8月6日・13日    | 2019年8月6日・13日    | チャンピオンシップ (2部)22チーム、 リーグ1 (3部)24チーム、リーグ2 (4部)24チーム参加     |
| 2回戦    | 2019年8月13日    | 2019年8月27日-9月10日 | 2019年8月27日-9月10日 | プレミアリーグ (1部)13チーム (CL・EL不参加クラブ)、 チャンピオンシップ (2部)2チーム参加 |
| 3回戦    | 2019年8月28日    | 2019年9月24日・25日   | 2019年9月24日・25日   | プレミアリーグ (1部)7チーム参加 (CL・EL参加クラブ)                                      |
| 4回戦    | 2019年9月25日    | 2019年10月29日・30日  | 2019年10月29日・30日  |                                                                                         |
| 準々決勝 | 2019年10月31日   | 2019年12月17日・18日  | 2019年12月17日・18日  |                                                                                         |
| 準決勝   | 2019年12月18日   | 2020年1月7日・8日     | 2020年1月28日・29日   |                                                                                         |
| 決勝     | ―                | 2020年3月1日          | 2020年3月1日          |                                                                                         |

## 1回戦
組み合わせ抽選会は2019年6月16日に行われた。このラウンドからは、チャンピオンシップ (2部)の22クラブ、リーグ1 (3部)の全24クラブ、リーグ2 (4部)の全24クラブの合計70クラブが参加する。なお、チーム名横の括弧内の数字は所属するディビジョンを表す (2回戦以降も同様)。
| チーム #1                                | スコア          | チーム #2                            | レポート      |
| ---------------------------------------- | --------------- | ------------------------------------ | ------------- |
| 2019年8月6日                             |                 |                                      |               |
| ポーツマス (3)                           | 3 - 0           | バーミンガム・シティ (2)             | レポート(BBC) |
| 2019年8月13日                            |                 |                                      |               |
| アクリントン・スタンリー (3)             | 1 - 3           | サンダーランド (3)                   | レポート(BBC) |
| AFCウィンブルドン (3)                    | 2 - 2 (2-4 (p)) | ミルトン・キーンズ・ドンズ (3)       | レポート(BBC) |
| バーンズリー (2)                         | 0 - 3           | カーライル・ユナイテッド (4)         | レポート(BBC) |
| ブラックバーン・ローヴァーズ (2)         | 3 - 2           | オールダム・アスレティック (4)       | レポート(BBC) |
| ブラックプール (3)                       | 2 - 2 (2-4 (p)) | マクルズフィールド・タウン (4)       | レポート(BBC) |
| ブラッドフォード・シティ (4)             | 0 - 4           | プレストン・ノースエンド (2)         | レポート(BBC) |
| ブレントフォード (2)                     | 1 - 1 (4-5 (p)) | ケンブリッジ・ユナイテッド (4)       | レポート(BBC) |
| ブリストル・ローヴァーズ (3)             | 3 - 0           | チェルトナム・タウン (4)             | レポート(BBC) |
| チャールトン・アスレティック (2)         | 0 - 0 (3-5(p))  | フォレストグリーン・ローヴァーズ (4) | レポート(BBC) |
| コルチェスター・ユナイテッド (4)         | 3 - 0           | スウィンドン・タウン (4)             | レポート(BBC) |
| コヴェントリー・シティ (3)               | 4 - 1           | エクセター・シティ (4)               | レポート(BBC) |
| ジリンガム (3)                           | 2 - 2 (1-4 (p)) | ニューポート・カウンティ (4)         | レポート(BBC) |
| グリムズビー・タウン (4)                 | 1 - 0           | ドンカスター・ローヴァーズ (3)       | レポート(BBC) |
| ハダースフィールド・タウン (2)           | 0 - 1           | リンカーン・シティ (3)               | レポート(BBC) |
| ルートン・タウン (2)                     | 3 - 1           | イプスウィッチ・タウン (3)           | レポート(BBC) |
| マンスフィールド・タウン (4)             | 2 - 2 (6-5 (p)) | モアカム (4)                         | レポート(BBC) |
| ミドルズブラ (2)                         | 2 - 2 (2-4 (p)) | クルー・アレクサンドラ (4)           | レポート(BBC) |
| ノッティンガム・フォレスト (2)           | 1 - 0           | フリートウッド・タウン (3)           | レポート(BBC) |
| オックスフォード・ユナイテッド (3)       | 1 - 0           | ピーターバラ・ユナイテッド (3)       | レポート(BBC) |
| プリマス・アーガイル (4)                 | 2 - 0           | レイトン・オリエント (4)             | レポート(BBC) |
| ポート・ヴェイル (4)                     | 1 - 2           | バートン・アルビオン (3)             | レポート(BBC) |
| クイーンズ・パーク・レンジャーズ (2)     | 3 - 3 (5-4 (p)) | ブリストル・シティ (2)               | レポート(BBC) |
| ロッチデール (3)                         | 5 - 2           | ボルトン・ワンダラーズ (3)           | レポート(BBC) |
| サルフォード・シティ (4)                 | 0 - 3           | リーズ・ユナイテッド (2)             | レポート(BBC) |
| スカンソープ・ユナイテッド (4)           | 0 - 1           | ダービー・カウンティ (2)             | レポート(BBC) |
| シュルーズベリー・タウン (3)             | 0 - 4           | ロザラム・ユナイテッド (3)           | レポート(BBC) |
| スティヴネイジ (4)                       | 1 - 2           | サウスエンド・ユナイテッド (3)       | レポート(BBC) |
| スウォンジー・シティ (2)                 | 3 - 1           | ノーサンプトン・タウン (3)           | レポート(BBC) |
| トレンメア・ローヴァーズ (3)             | 0 - 3           | ハル・シティ (2)                     | レポート(BBC) |
| ウォルソール (4)                         | 2 - 3           | クローリー・タウン (4)               | レポート(BBC) |
| ウィガン・アスレティック (2)             | 0 - 1           | ストーク・シティ (2)                 | レポート(BBC) |
| ウェスト・ブロムウィッチ・アルビオン (2) | 1 - 2           | ミルウォール (2)                     | レポート(BBC) |
| ウィコム・ワンダラーズ (3)               | 1 - 1 (2-4 (p)) | レディング (2)                       | レポート(BBC) |
| 2019年8月20日                            |                 |                                      |               |
| シェフィールド・ウェンズデイ (2)         | 不戦勝          | ベリー (3)                           |               |

## 2回戦
組み合わせ抽選会は2019年8月13日に行われた。このラウンドからは、1回戦に勝利した35クラブに加え、UEFAチャンピオンズリーグ・UEFAヨーロッパリーグに参加しないプレミアリーグ (1部)の13クラブ、チャンピオンシップ (2部)の2クラブが参加する。
| 2019年8月27日 | ブリストル・ローヴァーズ (3) | 1 - 2         | ブライトン&ホーヴ・アルビオン (1) | ブリストル                                                              |  |
| 19:45         | ニコルズ 64分                | レポート(BBC) | コノリー 55分 · マレー 90+2分     | 競技場: メモリアル・スタジアム 観客数: 5,864人 主審: マット・ドノヒュー |  |

| 2019年8月27日 | バートン・アルビオン (3)                    | 4 - 0         | モアカム (4) | バートン・アポン・トレント                                              |  |
| 19:45         | ボイス 34分, 45+2分, 74分 · エドワーズ 51分 | レポート(BBC) |              | 競技場: ピレリ・スタジアム 観客数: 1,500人 主審: セブ・ストックブリッジ |  |

| 2019年8月27日 | カーディフ・シティ (2) | 0 - 3         | ルートン・タウン (2)                                       | カーディフ                                                                      |  |
| 19:45         |                        | レポート(BBC) | ホイレット 43分 (o.g.) · シーハン 63分 · ジャーヴィス 70分 | 競技場: カーディフ・シティ・スタジアム 観客数: 4,111人 主審: トニー・ハリントン |  |

| 2019年8月27日 | クローリー・タウン (4) | 1 - 0         | ノリッジ・シティ (1) | クローリー                                                                            |  |
| 19:45         | ルバラ 17分            | レポート(BBC) |                      | 競技場: ザ・ピープルズ・ペンション・スタジアム 観客数: 5,109人 主審: ジョン・バスビー |  |

| 2019年8月27日 | クルー・アレクサンドラ (4) | 1 - 6         | アストン・ヴィラ (1)                                                                         | クルー                                                                        |  |
| 19:45         | ウィントル 84分            | レポート(BBC) | コンサ 4分 · フリハン 24分, 45+3分 · デイヴィス 69分 · ギルベール 76分 · グリーリッシュ 87分 | 競技場: アレクサンドラ・スタジアム 観客数: 7,173人 主審: ジャレッド・ジレット |  |

| 2019年8月27日                                | クリスタル・パレス (1) | 0 - 0 (4-5 PK戦)                                     | コルチェスター・ユナイテッド (4) | ロンドン                                                                |  |
| 19:45                                        |                        | レポート(BBC)                                        |                                  | 競技場: セルハースト・パーク 観客数: 8,898人 主審: アンディ・ウールマー |  |
|                                              |                        | PK戦                                                 |                                  |                                                                         |  |
| タウンゼント アイェウ ベンテケ カマラサ ザハ |                        | ノリス ノーブル ブラウン コワン＝ホール チルヴァース |                                  |                                                                         |  |

| 2019年8月27日 | フラム (2) | 0 - 1         | サウサンプトン (1) | フラム                                                                  |  |
| 19:45         |            | レポート(BBC) | オバフェミ 57分    | 競技場: クレイヴン・コテージ 観客数: 8,467人 主審: ロバート・ジョーンズ |  |

| 2019年8月27日                                      | リーズ・ユナイテッド (2)        | 2 - 2 (4-5 PK戦)                                 | ストーク・シティ (2)        | リーズ                                                                     |  |
| 19:45                                              | エンケティア 67分 · コスタ 81分 | レポート(BBC)                                    | バス 39分 · ヴォークス 44分 | 競技場: エランド・ロード 観客数: 30,002人 主審: オリヴァー・ラングフォード |  |
|                                                    |                                 | PK戦                                             |                             |                                                                            |  |
| ダグラス コスタ フィリップス エンケティア ハリソン |                                 | ヴォークス ダフィー エテボ クルーカス バトランド |                             |                                                                            |  |

| 2019年8月27日 | ニューポート・カウンティ (4) | 0 - 2         | ウェストハム・ユナイテッド (1)        | ニューポート                                                            |  |
| 19:45         |                              | レポート(BBC) | ウィルシャー 43分 · フォルナルス 65分 | 競技場: ロドニー・パレード 観客数: 6,382人 主審: スティーヴ・マーティン |  |

| 2019年8月27日 | ノッティンガム・フォレスト (2)                    | 3 - 0         | ダービー・カウンティ (2) | ノッティンガム                                                       |  |
| 19:45         | アドマー 25分 · ロリー 35分 · カルヴァーリョ 79分 | レポート(BBC) |                          | 競技場: シティ・グラウンド 観客数: 26,971人 主審: ジョン・ブルックス |  |

| 2019年8月27日                             | オックスフォード・ユナイテッド (3) | 2 - 2 (4-2 PK戦)                                      | ミルウォール (2)          | オックスフォード                                                    |  |
| 19:45                                     | サイクス 87分 · ヘンリー 90+4分    | レポート(BBC)                                         | ベズヴァルソン 29分, 52分 | 競技場: カッサムスタジアム 観客数: 3,693人 主審: クレイグ・ヒックス |  |
|                                           |                                    | PK戦                                                  |                           |                                                                     |  |
| ソーン ウッドバーン ヘンリー モウジーニョ |                                    | マッカーシー ベズヴァルソン ファーガソン ウィリアムズ |                           |                                                                     |  |

| 2019年8月27日 | プリマス・アーガイル (4)        | 2 - 4         | レディング (2)                                   | プリマス                                                          |  |
| 19:45         | テイラー 22分 · バクスター 55分 | レポート(BBC) | バレット 35分, 72分 · メイテ 87分 (pen.), 90+1分 | 競技場: ホーム・パーク 観客数: 8,365人 主審: ケヴィン・ジョンソン |  |

| 2019年8月27日                                      | プレストン・ノースエンド (2)        | 2 - 2 (5-4 PK戦)                             | ハル・シティ (2)                         | プレストン                                                        |  |
| 19:45                                              | ハンティントン 20分 · ハロップ 26分 | レポート(BBC)                                | マゲニス 34分 (pen.) · ボーウェン 90+5分 | 競技場: ディープデイル 観客数: 6,093人 主審: デイヴィッド・ウェブ |  |
|                                                    |                                     | PK戦                                         |                                          |                                                                   |  |
| ハロップ レドソン ストックリー ボーディン ブラウン |                                     | マゲニス イーブス トラル ロペス スチュワート |                                          |                                                                   |  |

| 2019年8月27日 | ロッチデール (3)            | 2 - 1         | カーライル・ユナイテッド (4) | ロッチデール                                                              |  |
| 19:45         | モーリー 11分 · ドーン 31分 | レポート(BBC) | ブリッジ 71分 (pen.)         | 競技場: スポットランド・スタジアム 観客数: 1,974人 主審: ピーター・ライト |  |

| 2019年8月27日 | シェフィールド・ユナイテッド (1)    | 2 - 1         | ブラックバーン・ローヴァーズ (2) | シェフィールド                                                          |  |
| 19:45         | ステアマン 31分 · ノーウッド 45+3分 | レポート(BBC) | ギャラガー 72分                  | 競技場: ブラモール・レーン 観客数: 9,714人 主審: ジェフ・エルトリンガム |  |

| 2019年8月27日 | サウスエンド・ユナイテッド (2) | 1 - 4         | ミルトン・キーンズ・ドンズ (3)                                  | サウスエンド＝オン＝シー                                    |  |
| 19:45         | グッドシップ 54分              | レポート(BBC) | ヒーリー 35分 · ブリテン 41分 · ボアテング 82分 · ノンベ 90+2分 | 競技場: ルーツ・ホール 観客数: 2,433人 主審: ニール・ヘアー |  |

| 2019年8月27日 | ワトフォード (1)                                  | 3 - 0         | コヴェントリー・シティ (3) | ワトフォード                                                             |  |
| 19:45         | サール 37分 · ヤンマート 56分 · ペニャランダ 69分 | レポート(BBC) |                            | 競技場: ヴィカレージ・ロード 観客数: 12,257人 主審: ギャヴィン・ウォード |  |

| 2019年8月28日                   | ボーンマス (1) | 0 - 0 (3-0 PK戦)            | フォレストグリーン・ローヴァーズ (4) | ボーンマス                                                                        |  |
| 19:45                           |                | レポート(BBC)               |                                      | 競技場: バイタリティ・スタジアム 観客数: 9,657人 主審: ディーン・ホワイトストーン |  |
|                                 |                | PK戦                        |                                      |                                                                                   |  |
| キング ソランケ アイブ ビリング |                | J・ミルズ ドーソン モートン |                                      |                                                                                   |  |

| 2019年8月28日 | バーンリー (1)  | 1 - 3         | サンダーランド (3)                              | バーンリー                                                        |  |
| 19:45         | ロドリゲス 11分 | レポート(BBC) | グリッグ 35分 · フラナガン 47分 · ドブソン 50分 | 競技場: ターフ・ムーア 観客数: 7,445人 主審: ダレン・イングランド |  |

| 2019年8月28日 | リンカーン・シティ (3)               | 2 - 4         | エヴァートン (1)                                                               | リンカーン                                                    |  |
| 19:45         | アンダーソン 1分 · アンドラーデ 70分 | レポート(BBC) | ディニュ 36分 · シグルズソン 56分 (pen.) · イウォビ 81分 · リシャルリソン 88分 | 競技場: シンシル・バンク 観客数: 9,971人 主審: ダレン・ボンド |  |

| 2019年8月28日                         | ニューカッスル・ユナイテッド (1) | 1 - 1 (2-4 PK戦)                                       | レスター・シティ (1) | ニューカッスル・アポン・タイン                                               |  |
| 19:45                                 | 武藤嘉紀 53分                    | レポート(BBC)                                          | マディソン 34分      | 競技場: セント・ジェームズ・パーク 観客数: 22,727人 主審: ティム・ロビンソン |  |
|                                       |                                  | PK戦                                                   |                      |                                                                              |  |
| 武藤嘉紀 シェルヴェイ シェア ヘイデン |                                  | フックス マディソン ティーレマンス バーンズ ヴァーディ |                      |                                                                              |  |

| 2019年8月28日 | クイーンズ・パーク・レンジャーズ (2) | 0 - 2         | ポーツマス (3)                         | ロンドン                                                      |  |
| 19:45         |                                      | レポート(BBC) | マークイス 77分 (pen.) · ハーネス 81分 | 競技場: ロフタス・ロード 観客数: 7,783人 主審: ロス・ジョイス |  |

| 2019年8月28日 | ロザラム・ユナイテッド (3) | 0 - 1         | シェフィールド・ウェンズデイ (2) | ロザラム                                                                            |  |
| 19:45         |                            | レポート(BBC) | ヌヒウ 90+6分                    | 競技場: ニューヨーク・スタジアム 観客数: 8,679人 主審: チャールズ・ブレークスピアー |  |

| 2019年8月28日 | スウォンジー・シティ (2)                                                                       | 6 - 0         | ケンブリッジ・ユナイテッド (4) | スウォンジー                                                                |  |
| 19:45         | ペテルソン 1分 · バイアーズ 20分 · サリッジ 24分, 45+1分 · ギャリック 31分 · ラウトリッジ 76分 | レポート(BBC) |                                | 競技場: リバティ・スタジアム 観客数: 8,763人 主審: マイケル・ソールズベリー |  |

| 2019年9月10日                                              | グリムズビー・タウン (4) | 0 - 0 (5-4 PK戦)                                               | マクルズフィールド・タウン (4) | クリーソープス                                                          |  |
| 19:45                                                      |                          | レポート(BBC)                                                  |                                | 競技場: ブランデル・パーク 観客数: 3,011人 主審: ダレン・ドライスデール |  |
|                                                            |                          | PK戦                                                           |                                |                                                                         |  |
| ハンソン カードウェル オグブ ヘッセンサラー ホワイトハウス |                          | アイアンサイド ホースウォール アーチボルド ナフーア エヴァンス |                                |                                                                         |  |

## 3回戦
組み合わせ抽選会は2019年8月28日に行われた。このラウンドからは、2回戦に勝利した25クラブに加え、UEFAチャンピオンズリーグ・UEFAヨーロッパリーグに参加するプレミアリーグ (1部)の7クラブが参加する。
| 2019年9月24日 | アーセナル (1)                                                                      | 5 - 0         | ノッティンガム・フォレスト (2) | ロンドン                                                                   |  |
| 19:45         | マルティネッリ 31分, 90+2分 · ホールディング 71分 · ウィロック 77分 · ネルソン 84分 | レポート(BBC) |                                | 競技場: エミレーツ・スタジアム 観客数: ダレン・イングランド 主審: 53,160人 |  |

| 2019年9月24日                                      | コルチェスター・ユナイテッド (4) | 0 - 0 (4-3 PK戦)                                       | トッテナム・ホットスパー (1) | コルチェスター                                                                              |  |
| 19:45                                              |                                  | レポート(BBC)                                          |                              | 競技場: コルチェスター・コミュニティ・スタジアム 観客数: 9,481人 主審: ジャレッド・ジレット |  |
|                                                    |                                  | PK戦                                                   |                              |                                                                                             |  |
| ノリス ノーブル ブラウン コワン＝ホール ラプスリー |                                  | エリクセン アリ ラメラ ソン・フンミン ルーカス・モウラ |                              |                                                                                             |  |

| 2019年9月24日                                        | クローリー・タウン (4) | 1 - 1 (5-3 PK戦)                  | ストーク・シティ (2)            | クローリー                                                                                |  |
| 19:45                                                | ファーガソン 38分      | レポート(BBC)                     | ヴォークス 23分 · コリンズ 62分 | 競技場: ザ・ピープルズ・ペンション・スタジアム 観客数: ケヴィン・ジョンソン 主審: 4,165人 |  |
|                                                      |                        | PK戦                              |                                 |                                                                                           |  |
| ルバラ セサイ ダリソン ナサニエル＝ジョージ パーマー |                        | ヴォークス スミス ダフィー エテボ |                                 |                                                                                           |  |

| 2019年9月24日 | ルートン・タウン (2) | 0 - 4         | レスター・シティ (1)                                                      | ルートン                                                              |  |
| 19:45         |                      | レポート(BBC) | グレイ 34分 · ジャスティン 44分 · ティーレマンス 79分 · イヘアナチョ 86分 | 競技場: ケニルワース・ロード 観客数: 8,260人 主審: マット・ドノヒュー |  |

| 2019年9月24日 | ポーツマス (3) | 0 - 4         | サウサンプトン (1)                                      | ポーツマス                                                           |  |
| 19:45         |                | レポート(BBC) | イングス 21分, 44分 · セドリック 77分 · レドモンド 86分 | 競技場: フラットン・パーク 観客数: 18,707人 主審: ケヴィン・フレンド |  |

| 2019年9月24日 | プレストン・ノースエンド (2) | 0 - 3         | マンチェスター・シティ (1)                               | プレストン                                                   |  |
| 19:45         |                              | レポート(BBC) | スターリング 19分 · ジェズス 35分 · レドソン 42分 (o.g.) | 競技場: ディープデイル 観客数: 22,025人 主審: リー・メイソン |  |

| 2019年9月24日 | シェフィールド・ウェンズデイ (2) | 0 - 2         | エヴァートン (1)                   | シェフィールド                                                               |  |
| 19:45         |                                  | レポート(BBC) | キャルバート＝ルーウィン 6分, 10分 | 競技場: ヒルズボロ・スタジアム 観客数: 21,485人 主審: ジェレミー・シンプソン |  |

| 2019年9月24日 | ワトフォード (1)                  | 2 - 1         | スウォンジー・シティ (2) | ワトフォード                                                      |  |
| 19:45         | ウェルベック 28分 · ペレイラ 79分 | レポート(BBC) | サリッジ 34分            | 競技場: ヴィカレージ・ロード 観客数: 8,903人 主審: ダレン・ボンド |  |

| 2019年9月25日 | ブライトン&ホーヴ・アルビオン (1) | 1 - 3         | アストン・ヴィラ (1)                            | ブライトン                                                       |  |
| 19:45         | ロバーツ 61分                     | レポート(BBC) | ホタ 22分 · フリハン 33分 · グリーリッシュ 77分 | 競技場: AMEXスタジアム 観客数: 14,982人 主審: グレアム・スコット |  |

| 2019年9月25日 | バートン・アルビオン (3)              | 2 - 0         | ボーンマス (1) | バートン・アポン・トレント                                        |  |
| 19:45         | サーキック 14分 · ブロードヘッド 72分 | レポート(BBC) |                | 競技場: ピレリ・スタジアム 観客数: 2,505人 主審: ジョン・バスビー |  |

| 2019年9月25日 | チェルシー (1)                                                                                                   | 7 - 1         | グリムズビー・タウン (4) | ロンドン                                                                   |  |
| 19:45         | バークリー 4分 · バチュアイ 7分, 86分 · ペドロ 43分 (pen.) · ズマ 56分 · ジェームズ 82分 · ハドソン＝オドイ 89分 | レポート(BBC) | グリーン 19分            | 競技場: スタンフォード・ブリッジ 観客数: 39,674人 主審: キース・ストラウド |  |

| 2019年9月25日 | ミルトン・キーンズ・ドンズ (3) | 0 - 2         | リヴァプール (1)                | ミルトン・キーンズ                                                      |  |
| 19:45         |                                | レポート(BBC) | ミルナー 41分 · フーフェル 69分 | 競技場: スタジアム MK 観客数: 28,521人 主審: オリヴァー・ラングフォード |  |

| 2019年9月25日 | オックスフォード・ユナイテッド (3)                              | 4 - 0         | ウェストハム・ユナイテッド (1) | オックスフォード                                                       |  |
| 19:45         | ムーア 55分 · テイラー 71分 · フォス 84分 · バプティスト 90+2分 | レポート(BBC) |                                | 競技場: カッサムスタジアム 観客数: 10,450人 主審: ロバート・ジョーンズ |  |

| 2019年9月25日 | シェフィールド・ユナイテッド (1) | 0 - 1         | サンダーランド (3) | シェフィールド                                                       |  |
| 19:45         |                                  | レポート(BBC) | パワー 9分         | 競技場: ブラモール・レーン 観客数: 11,675人 主審: ティム・ロビンソン |  |

| 2019年9月25日                         | ウルヴァーハンプトン・ワンダラーズ (1) | 1 - 1 (4-2 PK戦)                      | レディング (2) | ウルヴァーハンプトン                                                     |  |
| 19:45                                 | ジョルダン 27分                        | レポート(BBC)                         | ボジェ 90+9分  | 競技場: モリニュー・スタジアム 観客数: 20,702人 主審: ピーター・バンクス |  |
|                                       |                                        | PK戦                                  |                |                                                                          |  |
| ネヴェス バジェホ ベネット バイナグル |                                        | プスカシュ スウィフト ボジェ ミアズガ |                |                                                                          |  |

| 2019年9月25日                                    | マンチェスター・ユナイテッド (1) | 1 - 1 (5-3 PK戦)                              | ロッチデール (3) | マンチェスター                                                             |  |
| 20:00                                            | グリーンウッド 68分              | レポート(BBC)                                 | マセソン 76分    | 競技場: オールド・トラッフォード 観客数: 58,313人 主審: ジョン・ブルックス |  |
|                                                  |                                  | PK戦                                          |                  |                                                                            |  |
| マタ ペレイラ フレッジ グリーンウッド ジェームズ |                                  | アンドリュー コヘイン モーリー ウィルブラハム |                  |                                                                            |  |

## 4回戦
組み合わせ抽選会は2019年9月25日に行われた。
| 2019年10月29日 | バートン・アルビオン (3) | 1 - 3         | レスター・シティ (1)                                     | バートン・アポン・トレント                                            |  |
| 19:45          | ボイス 52分              | レポート(BBC) | イヘアナチョ 7分 · ティーレマンス 20分 · マディソン 89分 | 競技場: ピレリ・スタジアム 観客数: 6,186人 主審: ダレン・イングランド |  |

| 2019年10月29日 | クローリー・タウン (4) | 1 - 3         | コルチェスター・ユナイテッド (4)                     | クローリー                                                                              |  |
| 19:45          | バルマン 20分          | レポート(BBC) | ノリス 22分 · ルヤンブラ 53分 (o.g.) · ガンビン 79分 | 競技場: ザ・ピープルズ・ペンション・スタジアム 観客数: 5,612人 主審: トニー・ハリントン |  |

| 2019年10月29日 | エヴァートン (1)                        | 2 - 0         | ワトフォード (1) | リヴァプール                                                         |  |
| 19:45          | ホルゲート 72分 · リシャルリソン 90+3分 | レポート(BBC) |                  | 競技場: グディソン・パーク 観客数: 34,979人 主審: サイモン・フーパー |  |

| 2019年10月29日 | マンチェスター・シティ (1)              | 3 - 1         | サウサンプトン (1)  | マンチェスター                                                         |  |
| 19:45          | オタメンディ 20分 · アグエロ 38分, 56分 | レポート(BBC) | スティーヴンス 75分 | 競技場: エティハド・スタジアム 観客数: 37,143人 主審: ジョナサン・モス |  |

| 2019年10月29日                        | オックスフォード・ユナイテッド (3) | 1 - 1 (4-2 PK戦)                      | サンダーランド (3) | オックスフォード                                                         |  |
| 19:45                                 | ホール 25分                        | レポート(BBC)                         | マクナルティ 78分  | 競技場: カッサムスタジアム 観客数: 11,108人 主審: スティーヴ・マーティン |  |
|                                       |                                    | PK戦                                  |                    |                                                                          |  |
| ヘンリー フォード フォス モウジーニョ |                                    | パワー オニアン グリッグ マクナルティ |                    |                                                                          |  |

| 2019年10月30日                                     | リヴァプール (1)                                                                                       | 5 - 5 (5-4 PK戦)                                                           | アーセナル (1)                                                                            | リヴァプール                                                     |  |
| 19:30                                              | ムスタフィ 6分 (o.g.) · ミルナー 43分 (pen.) · オックスレイド＝チェンバレン 58分 · オリジ 62分, 90+4分 | レポート(BBC)                                                              | トレイラ 19分 · マルティネッリ 26分, 36分 · メイトランド＝ナイルズ 54分 · ウィロック 70分 | 競技場: アンフィールド 観客数: 52,694人 主審: アンドレ・マリナー |  |
|                                                    | | PK戦                                                                       |                                                                                           |                                                                  |  |
| ミルナー ララーナ ブリュースター オリジ ジョーンズ | | ベジェリン ゲンドゥージ マルティネッリ セバージョス メイトランド＝ナイルズ |                                                                                           |                                                                  |  |

| 2019年10月30日 | アストン・ヴィラ (1)                    | 2 - 1         | ウルヴァーハンプトン・ワンダラーズ (1) | バーミンガム                                                 |  |
| 19:45          | エル・ガジ 28分 · エル＝モハマディ 57分 | レポート(BBC) | クトローネ 54分                        | 競技場: ヴィラ・パーク 観客数: 34,962人 主審: リー・メイソン |  |

| 2019年10月30日 | チェルシー (1)  | 1 - 2         | マンチェスター・ユナイテッド (1)   | ロンドン                                                                   |  |
| 20:05          | バチュアイ 61分 | レポート(BBC) | ラッシュフォード 25分 (pen.), 73分 | 競技場: スタンフォード・ブリッジ 観客数: 38,645人 主審: ポール・ティアニー |  |

## 準々決勝
組み合わせ抽選会は2019年10月31日に行われた。
| 2019年12月17日 | アストン・ヴィラ (1)                                                       | 5 - 0         | リヴァプール (1) | バーミンガム                                                 |  |
| 19:45          | フリハン 14分 · ボイズ 17分 (o.g.) · コジア 37分, 45分 · ウェズレイ 90+2分 | レポート(BBC) |                  | 競技場: ヴィラ・パーク 観客数: 30,323人 主審: リー・メイソン |  |

| 2019年12月18日 | オックスフォード・ユナイテッド (3) | 1 - 3         | マンチェスター・シティ (1)              | オックスフォード                                                         |  |
| 19:45          | テイラー 46分                      | レポート(BBC) | カンセロ 22分 · スターリング 50分, 70分 | 競技場: カッサムスタジアム 観客数: 11,817人 主審: アンディー・マッドレー |  |

| 2019年12月18日                                      | エヴァートン (1)                  | 2 - 2 (2-4 PK戦)                                 | レスター・シティ (1)              | リヴァプール                                                       |  |
| 19:45                                               | デイヴィス 70分 · ベインズ 90+1分 | レポート(BBC)                                    | マディソン 26分 · エヴァンズ 29分 | 競技場: グディソン・パーク 観客数: 39,027人 主審: ジョナサン・モス |  |
|                                                     |                                   | PK戦                                             |                                   |                                                                    |  |
| トスン ベインズ ホルゲート キャルバート＝ルーウィン |                                   | マディソン チルウェル リカルド グレイ ヴァーディ |                                   |                                                                    |  |

| 2019年12月18日 | マンチェスター・ユナイテッド (1)                                 | 3 - 0         | コルチェスター・ユナイテッド (4) | マンチェスター                                                               |  |
| 20:00          | ラッシュフォード 51分 · ジャクソン 56分 (o.g.) · マルシャル 61分 | レポート(BBC) |                                  | 競技場: オールド・トラッフォード 観客数: 57,559人 主審: デイヴィッド・クート |  |

## 準決勝
組み合わせ抽選会は2019年12月18日に行われた。

### 第1戦
| 2020年1月7日 | マンチェスター・ユナイテッド (1) | 1 - 3         | マンチェスター・シティ (1)                                     | マンチェスター                                                           |  |
| 20:00        | ラッシュフォード 70分            | レポート(BBC) | ベルナルド・シウバ 17分 · マフレズ 33分 · ペレイラ 38分 (o.g.) | 競技場: オールド・トラッフォード 観客数: 69,023人 主審: マイク・ディーン |  |

| 2020年1月8日 | レスター・シティ (1) | 1 - 1         | アストン・ヴィラ (1) | レスター                                                                     |  |
| 20:00        | イヘアナチョ 74分    | レポート(BBC) | ギルベール 28分      | 競技場: キング・パワー・スタジアム 観客数: 31,280人 主審: クリス・カヴァナー |  |

### 第2戦
| 2020年1月28日 | アストン・ヴィラ (1)              | 2 - 1 (2戦合計 3 - 2) | レスター・シティ (1) | バーミンガム                                                   |  |
| 19:45         | ターゲット 12分 · トレゼゲ 90+3分 | レポート(BBC)         | イヘアナチョ 72分    | 競技場: ヴィラ・パーク 観客数: 39,300人 主審: マイク・ディーン |  |

二試合合計スコア 3 - 2でアストン・ヴィラが決勝進出
| 2020年1月29日 | マンチェスター・シティ (1) | 0 - 1 (2戦合計 3 - 2) | マンチェスター・ユナイテッド (1)       | マンチェスター                                          |  |
| 19:45         |                            | レポート(BBC)         | マティッチ 35分 · マティッチ 51分 76分 | 競技場: エティハド・スタジアム 主審: ケヴィン・フレンド |  |

二試合合計スコア 3 - 2でマンチェスター・シティが決勝進出

## 決勝
| 2020年3月1日 16:30 |

| アストン・ヴィラ (1) | 1 - 2         | マンチェスター・シティ (1)  |
| サマッタ 41分        | レポート(BBC) | アグエロ 20分 · ロドリ 30分 |

| ウェンブリー・スタジアム, ウェンブリー 観客数: 82,145人 主審: リー・メイソン |

| アストン・ヴィラ | マンチェスター・シティ |

| GK               | 25 | エルヤン・ニーラン         |        |      |
| RB               | 24 | フレデリク・ギルベール     |        |      |
| CB               | 22 | ビョルン・エンゲルス       |        |      |
| CB               | 40 | タイロン・ミングス         | 90+2分 |      |
| LB               | 18 | マット・ターゲット         |        |      |
| CM               | 6  | ドウグラス・ルイス         |        |      |
| CM               | 11 | マーヴェラス・ナカンバ     | 72分   |      |
| RW               | 27 | アーメド・エル＝モハマディ | 68分   | 70分 |
| AM               | 10 | ジャック・グリーリッシュ   |        |      |
| LW               | 21 | アンワル・エル・ガジ       |        | 70分 |
| CF               | 20 | ムブワナ・サマッタ         |        | 80分 |
| サブメンバー     |    |                            |        |      |
| GK               | 29 | ペペ・レイナ               |        |      |
| DF               | 3  | ニール・テイラー           |        |      |
| DF               | 15 | エズリ・コンサ             |        |      |
| MF               | 8  | ヘンリ・ランスベリー       |        |      |
| MF               | 14 | コナー・フリハン           |        | 70分 |
| MF               | 17 | トレゼゲ                   |        | 70分 |
| FW               | 39 | ケイナン・デイヴィス       |        | 80分 |
| 監督             |    |                            |        |      |
| ディーン・スミス |    |                            |        |      |

| GK                         | 1  | クラウディオ・ブラーボ       |      |      |
| RB                         | 2  | カイル・ウォーカー           |      |      |
| DF                         | 5  | ジョン・ストーンズ           |      |      |
| CB                         | 25 | フェルナンジーニョ           |      |      |
| LB                         | 11 | オレクサンドル・ジンチェンコ |      |      |
| CM                         | 8  | イルカイ・ギュンドアン       |      | 58分 |
| CM                         | 16 | ロドリ                       | 60分 |      |
| RW                         | 47 | フィル・フォーデン           |      |      |
| AM                         | 21 | ダビド・シルバ               |      | 77分 |
| LW                         | 7  | ラヒーム・スターリング       | 57分 |      |
| CF                         | 10 | セルヒオ・アグエロ           |      | 84分 |
| サブメンバー               |    |                              |      |      |
| GK                         | 31 | エデルソン                   |      |      |
| DF                         | 22 | バンジャマン・メンディ       |      |      |
| DF                         | 30 | ニコラス・オタメンディ       |      |      |
| MF                         | 17 | ケヴィン・デ・ブライネ       |      | 58分 |
| MF                         | 20 | ベルナルド・シウバ           |      | 77分 |
| MF                         | 26 | リヤド・マフレズ             |      |      |
| FW                         | 9  | ガブリエル・ジェズス         |      | 84分 |
| 監督                       |    |                              |      |      |
| ジョゼップ・グアルディオラ |    |                              |      |      |

| カラバオ・カップ 2019-2020 優勝       |
| ------------------------------------- |
| マンチェスター・シティ 3大会連続7回目 |